# نوریانگجین-دونگ
نوریانگجین-دونگ (به لاتین: Noryangjin-dong) یک منطقهٔ مسکونی در کره جنوبی است که در ناحیه دونگجاک واقع شده‌است.